# Annelies Törös
Annelies Törös (6 de marzo de 1995, Amberes, Bélgica) es una modelo belga ganadora del Título Miss Bélgica 2015 y representante de dicho país en el Miss Universo 2015.

## Miss Universo 2015
Annelies representó su país en el Miss Universo 2015 y clasificó entre las 15 primeras semifinalistas. Annelies ocupó la posición número 11.